# Французько-івуарійський конфлікт
Збройне зіткнення між Францією і Кот-д'Івуаром — обмін авіаційними ударами між ВПС Кот-д'Івуару і ВПС Франції 6 листопада 2004 року. Розвитку конфлікт не отримав, довготривалих наслідків не мав.

## Хід конфлікту
4 листопада 2004 Лоран Гбагбо, президент Кот-д'Івуару, наказує провести серію авіанальотів на позиції повстанців «Нової сили».
Вдень 6 листопада два літаки Су-25 івуарійських ВПС завдали удару по позиціях французького миротворчого контингенту. 9 осіб було вбито, 31 поранено. Також загинув 1 американський громадянин. У засобах масової інформації згадується, що літаки були закуплені у Білорусі. Більш того, пілотували машини, як повідомляється, білоруські громадяни, які були або діючими білоруськими військовослужбовцями, або найманцями. Проте начальник прес-служби МО Білорусі заявив, що білоруські громадяни по державній лінії в Кот-д'Івуар не направлялися.
Через декілька годин французькі ВПС зробили наліт на аеропорт столиці Кот-д'Івуару Ямусукро, знищивши на землі два Су-25 і кілька вертольотів, які становлять весь технічний парк ВПС Кот-д'Івуару.
Президент Кот-д'Івуару Лоран Гбагбо заявив, що удар по позиціях миротворців був помилкою, а також запевнив, що «Кот-д'Івуар не воює з Францією». На наступний день у багатьох містах Кот-д'Івуару пройшли антифранцузькі акції протесту. Демонстрації супроводжувалися погромами районів з французькими громадянами і нападом лояльних Гбагбо сил на військову базу французьких військ. Також відбувся бій між івуарійського і іноземними військовими в районі аеропорту Абіджана, де був пошкоджений 1 літак. Всього, в результаті зіткнень 7 листопада, загинуло понад 40 осіб.
Після обміну авіаударами неподалік Абіджана президент Кот-д'Івуару висловив бажання почати мирні переговори.